# 두브로브니크 대성당

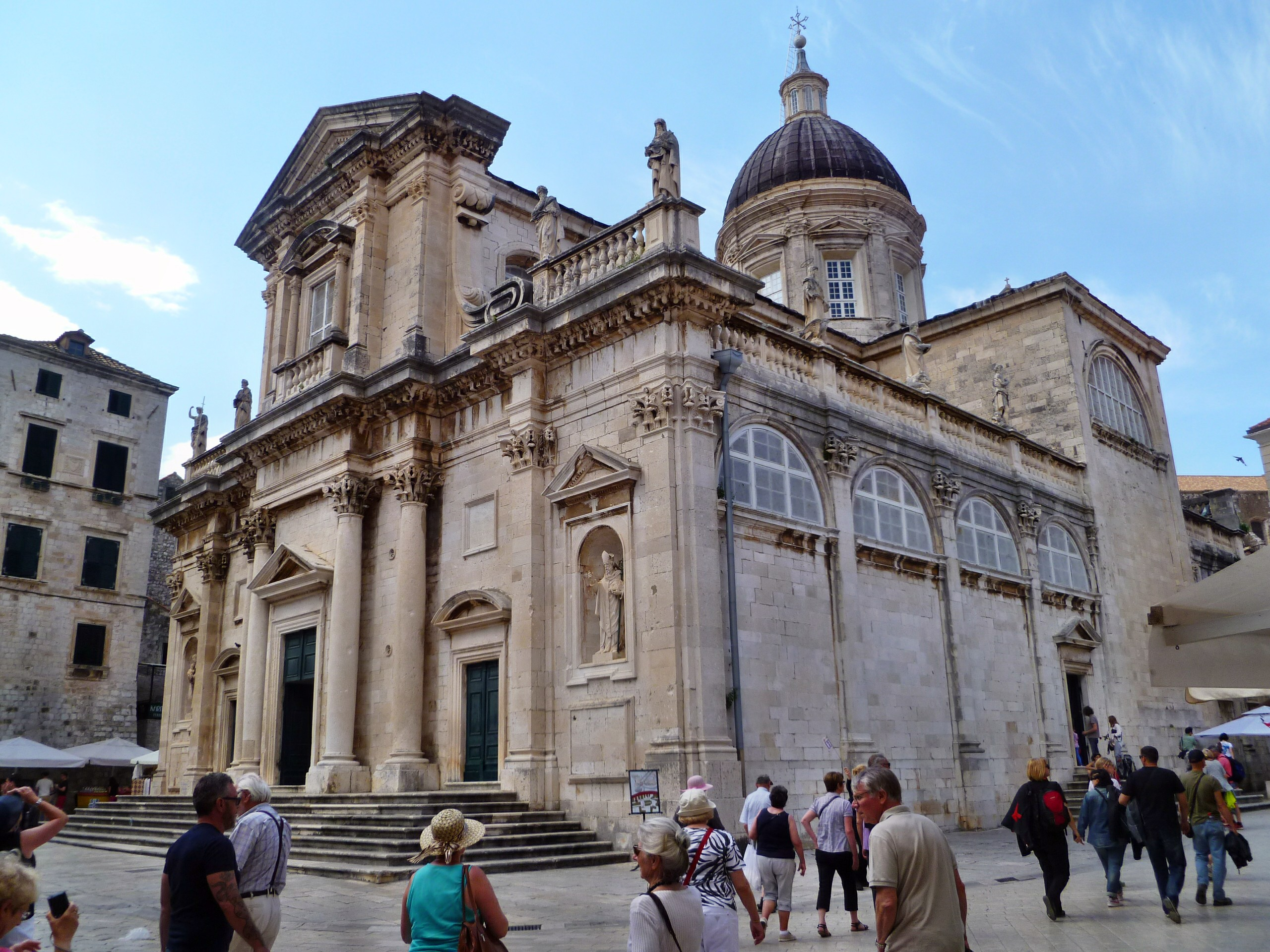
두브로브니크 대성당

두브로브니크 대성당(크로아티아어: Dubrovačka katedrala)은 크로아티아 두브로브니크에 있는 로마 가톨릭 성당이다. 두브로브니크 로마 가톨릭 교구의 소재지다.